# Государственный архив Курганской области
Государственный архив Курганской области (ГКУ ГАКО) — Курганское государственное казённое учреждение, главный архив Курганской области.
Архив образован на основании решения исполкома Курганского окружного совета рабочих, крестьянских и красноармейских депутатов от 27 мая 1924 года как Курганское окружное архивное бюро Курганского окружного исполкома. В 1930 году оно преобразовано в Курганское межрайонное архивное бюро с подчинением Уральскому архивному управлению. С 1935 года — Курганское отделение Челябинского областного архивного управления. В 1937 году отделение выделилось в самостоятельный Курганский областной архив, который в 1941 году был преобразован в Курганский филиал Челябинского областного государственного архива. В 1943 году с образованием Курганской области на базе филиала создан Государственный архив Курганской области с филиалом в городе Шадринске.